# Fisica

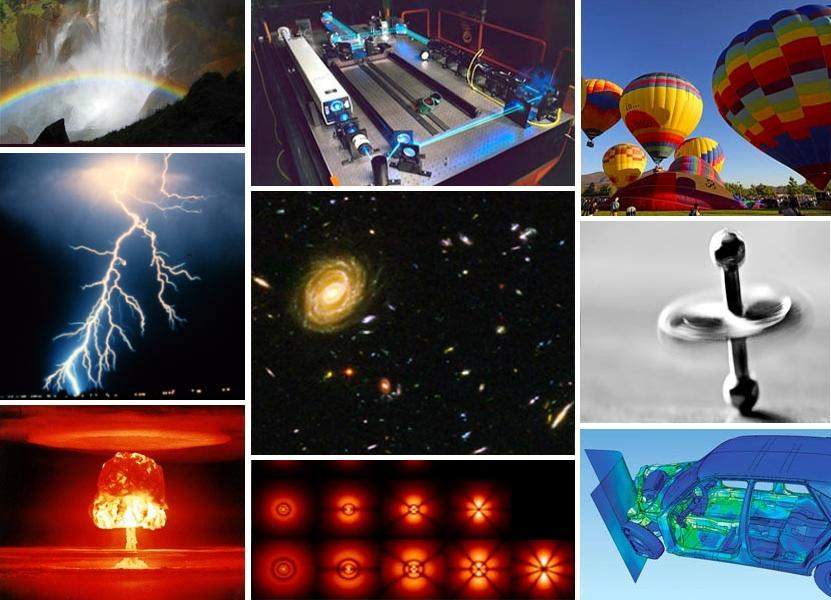
I fenomeni naturali costituiscono l'oggetto di studio della fisica.
Dall'alto a sinistra in senso orario:
1) la dispersione ottica della luce attraverso le gocce d'acqua produce un arcobaleno, un fenomeno studiato dall'ottica;
2) un'applicazione dell'ottica: il laser;
3) delle mongolfiere che sfruttano la forza di Archimede per volare;
4) una trottola, un sistema studiabile in meccanica classica;
5) l'effetto di un urto anelastico;
6) orbitali dell'atomo di idrogeno, spiegabili con la meccanica quantistica;
7) l'esplosione di una bomba atomica;
8) un fulmine, un fenomeno elettrico;
9) galassie fotografate con il telescopio spaziale Hubble.

La fisica (termine che deriva dal latino physica, "natura" a sua volta derivante dal greco antico τὰ φυσικά?, tà physiká, "[le] cose naturali", nato da φύσις [phýsis], entrambi derivati dall'origine comune indoeuropea) è la scienza della natura che studia la materia, i suoi costituenti fondamentali, il suo movimento e comportamento attraverso lo spazio tempo, e le relative entità di energia e forza. La fisica appartiene alle scienze naturali ed è una delle discipline accademiche più antiche, il cui obiettivo principale è descrivere come si comporta l'Universo. Fisica, chimica, biologia e alcune branche della matematica formano le scienze pure, dette anche scienze fondamentali, e hanno fatto parte della filosofia naturale.
La fisica è nata e si è sviluppata allo scopo di studiare i fenomeni naturali, ossia tutti gli eventi che possono essere descritti, ovvero quantificati o misurati, attraverso grandezze fisiche opportune, al fine di stabilire principi e leggi che regolano le interazioni tra le grandezze stesse e le loro variazioni, mediante astrazioni matematiche. Tale scopo è raggiunto attraverso l'applicazione rigorosa del metodo scientifico, il cui ultimo obiettivo è fornire uno schema semplificato, o modello, del fenomeno descritto: l'insieme di principi e leggi fisiche relative a una certa classe di fenomeni osservati definiscono una teoria fisica deduttiva, coerente e relativamente autoconsistente, costruita tipicamente a partire dall'induzione sperimentale.

## Storia
La storia della fisica abbraccia certamente un lungo arco temporale, ma non vi è accordo sulla data di nascita della fisica. 
Alcuni studiosi hanno sostenuto che il suo inizio documentato avrebbe avuto luogo nella Civiltà della valle dell'Indo. Altri storici della scienza individuano nel filosofo Talete tra i primi a rifiutare le spiegazioni non-naturalistiche e non razionali della natura (miti e cosmogonie a sfondo religioso) e quindi a individuare il campo di studio delle scienze della natura. Fu inoltre fra i primi a porre la domanda, che ancora oggi si impone ai fisici, su quale sia la sostanza fondamentale o il principio materiale alla base dell'universo.
Empedocle introdusse i concetti delle forze attrattive e repulsive che regolano i mutamenti e le interazioni fra gli elementi materiali sostanziali del cosmo. I filosofi Leucippo e Democrito affermarono il concetto dell'atomismo, che sarebbe stato ripreso dalla fisica moderna. Parmenide, oggi considerato un filosofo, scrisse il poema Sulla natura (Περὶ φύσεως, Perì phýseōs) che si proponeva di offrire un quadro razionale di che cosa sia in realtà il mondo fisico e di quale sia la sua struttura essenziale. Il filosofo della scienza Popper individuò affinità fra il pensiero di quest'ultimo e la teorizzazione di un universo pieno geometrico e continuo da parte di Einstein, tanto che Popper ribattezzò Einstein "Parmenide".
Tuttavia la fisica propriamente detta nasce con la Rivoluzione scientifica nel XVII secolo per opera di Niccolò Copernico, Keplero, Tycho Brahe, Galileo Galilei e il suo metodo scientifico, Leibniz e Newton che diedero contributi alla meccanica celeste e ai principi della meccanica classica fornendo anche gli strumenti matematici adattati allo scopo, come i fondamenti del calcolo infinitesimale. La fisica rappresenta dunque la prima disciplina scientifica nella storia della scienza da cui nascerà nel XVIII secolo la chimica, nel XIX secolo la biologia e le scienze della Terra. Nel XVIII e XIX secolo nascono e si sviluppano poi teorie come la termodinamica e l'elettromagnetismo. Sempre a livello storico si suole suddividere la fisica in fisica classica che comprende la meccanica classica, la termodinamica e l'elettromagnetismo fino alla fine del XIX secolo e la fisica moderna dall'inizio del XX secolo a partire dalla teoria della relatività, la meccanica quantistica e tutte le altre teorie fisiche della seconda metà del Novecento.

## Descrizione

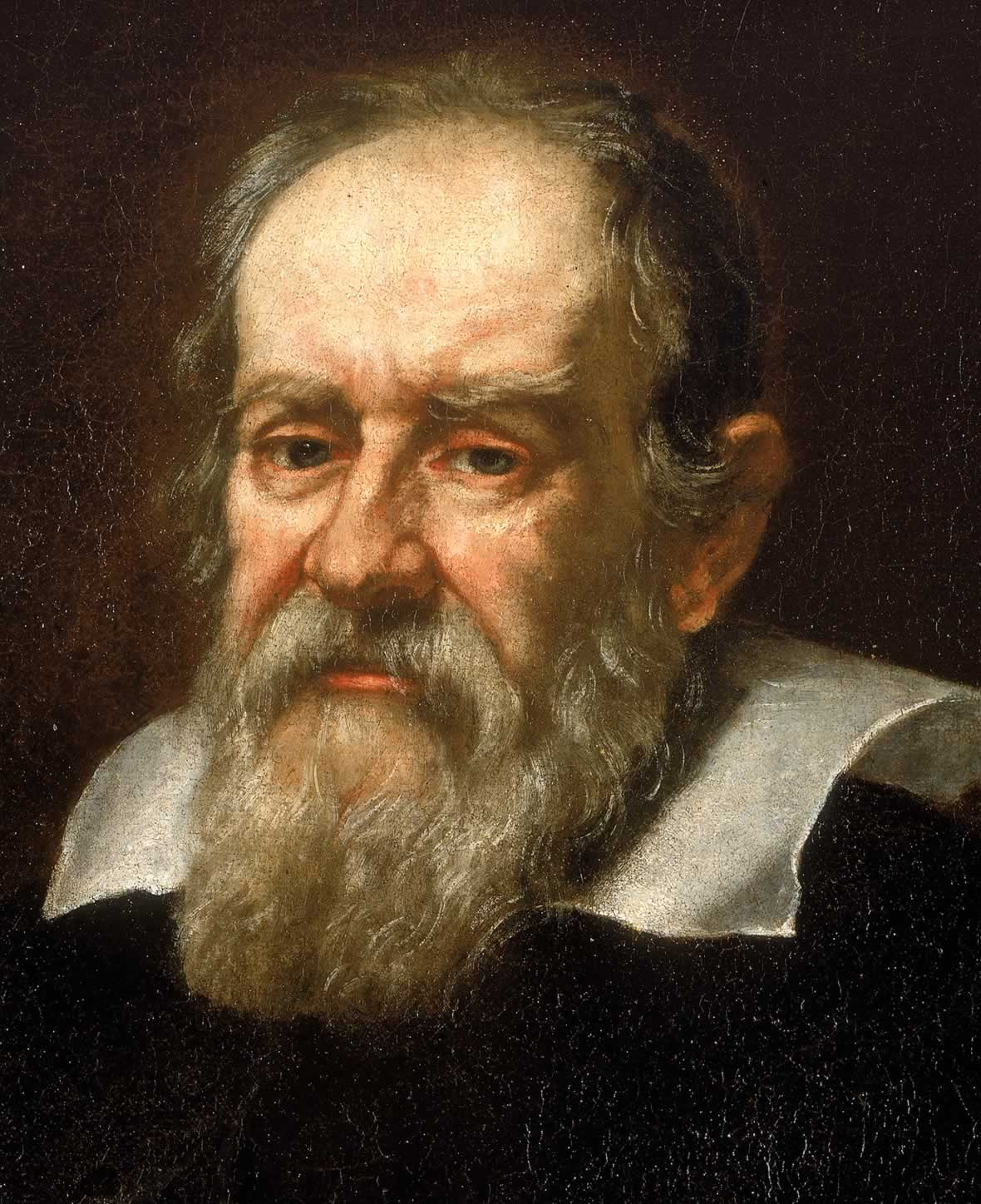
Galileo Galilei

Conosciuta anche come la "regina delle scienze", originariamente branca della filosofia, la fisica è stata chiamata almeno fino al XVIII secolo filosofia naturale. Solo in seguito alla codifica del metodo scientifico di Galileo Galilei, negli ultimi trecento anni si è talmente evoluta e sviluppata e ha conseguito risultati di tale importanza da conquistarsi piena autonomia e autorevolezza. Essa si è distinta dalla filosofia per ovvie ragioni di metodo di indagine.
L'indagine fisica viene condotta seguendo rigorosamente il metodo scientifico, anche noto come il metodo sperimentale: all'osservazione del fenomeno segue la formulazione di ipotesi interpretativa, la cui validità viene messa alla prova tramite degli esperimenti. Le ipotesi consistono nella spiegazione del fenomeno attraverso l'assunzione di principi fondamentali, in modo analogo a quanto viene fatto in matematica con assiomi e postulati. L'osservazione produce come conseguenza diretta le leggi empiriche.
Se la sperimentazione conferma un'ipotesi, la relazione che la descrive viene detta legge fisica. Il ciclo conoscitivo prosegue con il miglioramento della descrizione del fenomeno conosciuto attraverso nuove ipotesi e nuovi esperimenti. Un insieme di leggi possono essere unificate in una teoria fondata su principi che permettano di spiegare il maggior numero possibile di fenomeni: questo processo permette anche di prevedere nuovi fenomeni che possono essere scoperti sperimentalmente.

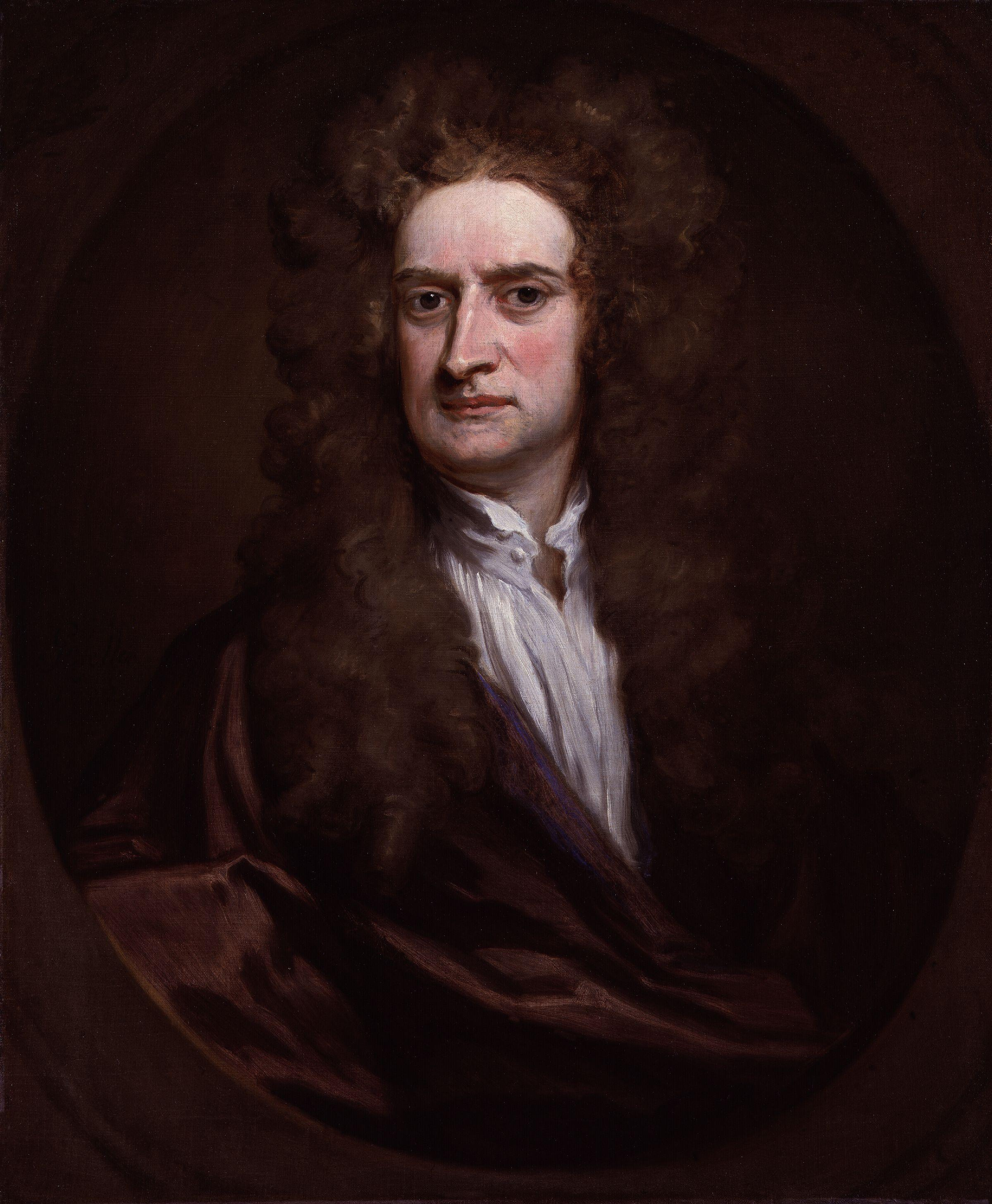
Isaac Newton

Le leggi e le teorie fisiche, come tutte le leggi scientifiche, in quanto costruite a partire da processi conoscitivi di tipo induttivo-sperimentali, sono in linea di massima sempre provvisorie, nel senso che sono considerate vere finché non vengono in qualche modo confutate, ossia finché non viene osservato il verificarsi di un fenomeno che esse non predicono o se le loro predizioni sui fenomeni si dimostrano errate. Infine ogni teoria può essere sostituita da una nuova teoria che permetta di predire i nuovi fenomeni osservati con un'accuratezza superiore ed eventualmente in un più ampio contesto di validità.
Cardine della fisica sono i concetti di grandezza fisica e misura: le grandezze fisiche sono ciò che è misurabile secondo criteri concordati (è stabilito per ciascuna grandezza un metodo di misura e un'unità di misura). Le misure sono il risultato degli esperimenti. Le leggi fisiche sono quindi generalmente espresse come relazioni matematiche fra grandezze, verificate attraverso misure. I fisici studiano quindi in generale il comportamento e le interazioni della materia attraverso lo spazio e il tempo. Per queste sue caratteristiche, cioè il preciso rigore di studio dei fenomeni analizzati, è unanimemente considerata la scienza dura per eccellenza tra tutte le scienze sperimentali o scienze esatte grazie al suo approccio teso alla comprensione non solo qualitativa, ma anche quantitativa con la stesura delle suddette leggi universali di natura matematica in grado di fornire una previsione sullo stato futuro di un fenomeno o di un sistema fisico.

### Metodo scientifico

Schema del metodo scientifico

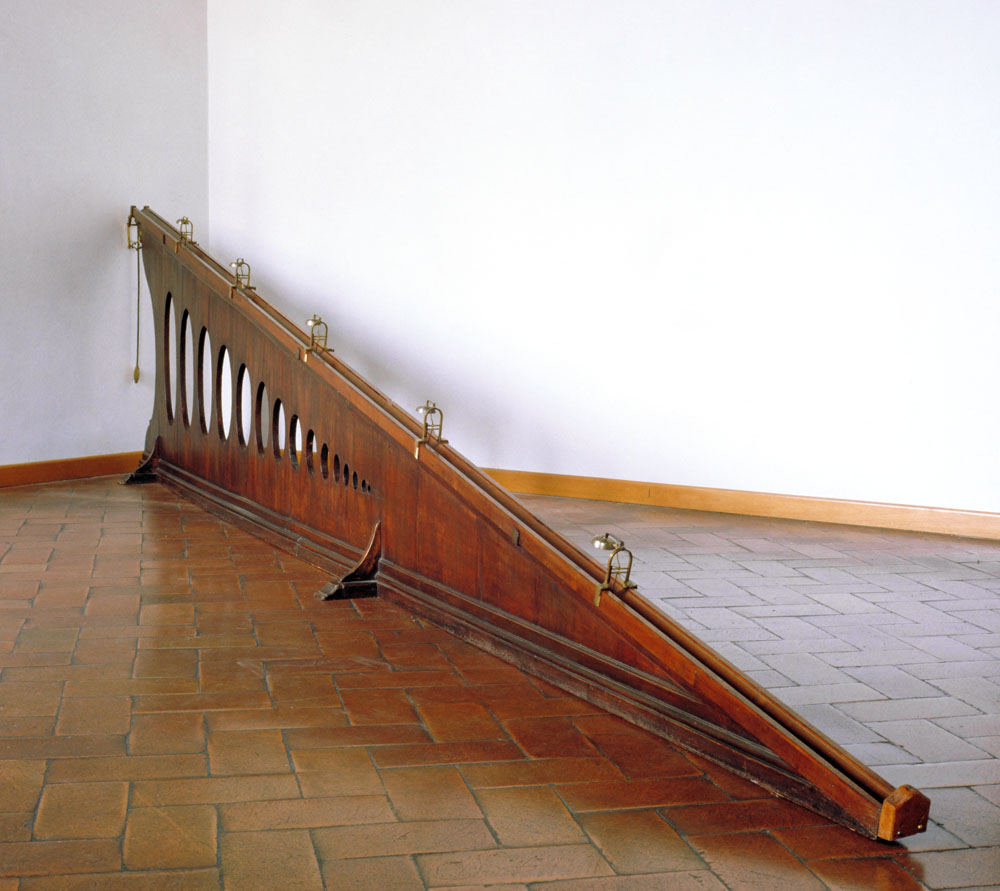
Il Piano inclinato di Galilei

Il metodo scientifico è la modalità con cui la scienza procede per raggiungere una conoscenza della realtà oggettiva, affidabile, verificabile e condivisibile. Differisce dal metodo aristotelico, presente prima del 1600, per la presenza della sperimentazione. Esso consiste, da una parte, nella raccolta di evidenza empirica e misurabile attraverso l'osservazione e l'esperimento; dall'altra, nella formulazione di ipotesi e teorie da sottoporre nuovamente al vaglio dell'esperimento.
Esso fu applicato e codificato da Galileo Galilei nella prima metà del XVII secolo: precedentemente l'indagine della natura consisteva nell'adozione di teorie che spiegassero i fenomeni naturali senza una verifica sperimentale delle teorie stesse considerate vere in base al principio di autorità. Il metodo sperimentale moderno richiede, invece, che le teorie fisiche debbano fondarsi sull'osservazione dei fenomeni naturali, debbano essere formulate come relazioni matematiche e debbano essere messe alla prova tramite esperimenti:
(Galileo Galilei, Lettera a madama Cristina di Lorena granduchessa di Toscana)
Il percorso seguito per arrivare alla stesura di una legge scientifica (e in particolare di una legge fisica) a partire dall'osservazione di un fenomeno si articola nei seguenti passi, ripetuti ciclicamente:
1. osservazione di un fenomeno fisico. Un fenomeno fisico è un qualsiasi evento in cui siano coinvolte grandezze fisiche, ossia proprietà di un corpo che siano misurabili[7]
2. elaborazione di un'ipotesi esplicativa e formulazione di una previsione da verificare che segua l'ipotesi elaborata. L'ipotesi è solitamente formulata semplificando la situazione reale in modo da individuare relazioni tra le grandezze semplici da verificare, di solito indicate con l'espressione condizioni ideali (un esempio, nel caso dell'esperimento del piano inclinato è l'assunzione che la forza di attrito sia trascurabile);
3. esecuzione di un esperimento. L'esperimento consiste nella ripetizione in condizioni controllate di osservazioni di un fenomeno fisico e nell'esecuzione di misure delle grandezze coinvolte nel fenomeno stesso;
4. analisi e interpretazione dei risultati (conferma o smentita dell'ipotesi iniziale).

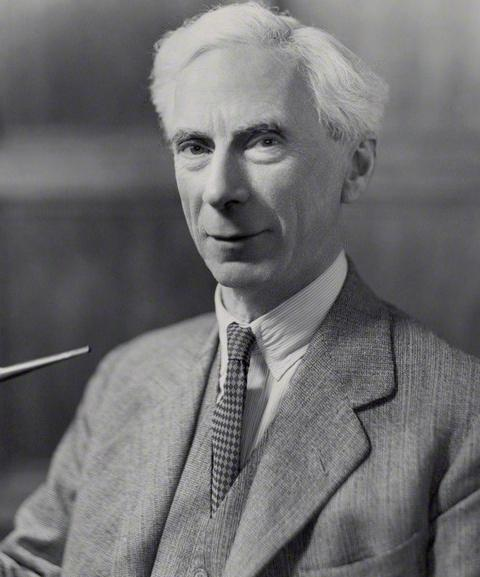
Bertrand Russell, filosofo che ha criticato il metodo dell'induzione

Dato che le condizioni in cui si svolge l'esperimento non sono mai ideali, al contrario di quanto supposto dalle ipotesi, è spesso necessario svolgere un elevato numero di misure e analizzare i risultati con metodi statistici. Nel caso in cui l'ipotesi sia confermata la relazione che essa descrive diviene una legge fisica, ulteriormente sviluppabile attraverso:
- Elaborazione di un modello matematico
- Unificazione di leggi simili in una teoria di validità generale
- Previsione di nuovi fenomeni naturali

Ogni osservazione di un fenomeno costituisce un caso a sé stante, una particolare istanza del fenomeno osservato. Ripetere le osservazioni vuol dire moltiplicare le istanze e raccogliere altri fatti, cioè altre "misure". Le diverse istanze saranno certamente diverse una dall'altra nei dettagli (ad esempio a causa di errori sperimentali), anche se nelle loro linee generali ci indicano che il fenomeno, a parità di condizioni, tende a ripetersi sempre allo stesso modo. Per ottenere un risultato di carattere generale occorre sfrondare le varie istanze dalle loro particolarità e trattenere solo quello che è rilevante e comune ad ognuna di esse, fino a giungere al cosiddetto modello fisico. Se l'ipotesi è smentita allora è rigettata ed è necessario formulare una nuova ipotesi e ripercorrere il percorso precedente.

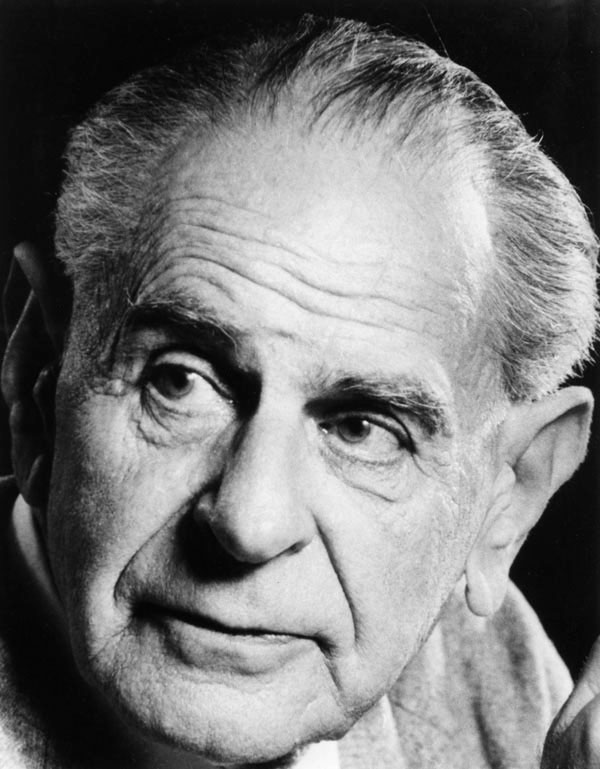
Karl Popper, filosofo che ha proposto il falsificazionismo

Il ciclo conoscitivo proprio del metodo scientifico è di tipo induttivo: un procedimento che partendo da singoli casi particolari cerca di stabilire una legge universale. Nella prima metà del XX secolo, il filosofo e logico inglese Bertrand Russell e il filosofo austriaco Karl Popper sollevarono obiezioni sul metodo dell'induzione. L'induzione non ha consistenza logica perché non si può formulare una legge universale sulla base di singoli casi; ad esempio, l'osservazione di uno o più cigni dal colore bianco non autorizza a dire che tutti i cigni sono bianchi; esistono cigni neri. Popper osservò che nella scienza non basta "osservare": bisogna saper anche che cosa osservare. L'osservazione non è mai neutra ma è sempre intrisa di quella teoria che, appunto, si vorrebbe mettere alla prova. Secondo Popper, la teoria precede sempre l'osservazione: anche in ogni approccio presunto "empirico", la mente umana tende inconsciamente a sovrapporre i propri schemi mentali, con le proprie categorizzazioni, alla realtà osservata. Il metodo sperimentale non garantisce quindi che una legge fisica possa essere verificata in modo definitivo, ma si può limitare solamente a fornire la prova della falsità di un'ipotesi.
(Albert Einstein, lettera a Max Born del 4 dicembre 1926)

### Misurazione

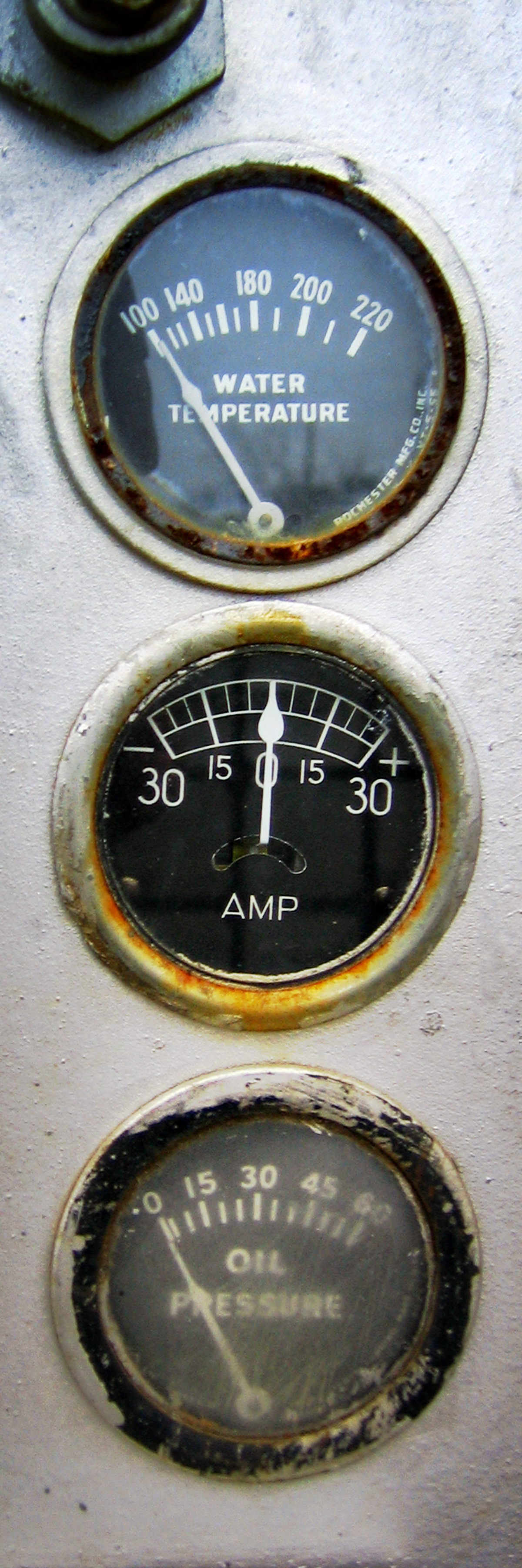
Strumenti di misura

La misura è il processo che permette di conoscere una qualità di un determinato oggetto (ad esempio la lunghezza o la massa) dal punto di vista quantitativo, tramite un'unità di misura, cioè una grandezza standard che, presa N volte, associ un valore univoco alla qualità da misurare. La branca della fisica che si occupa della misurazione delle grandezze fisiche è chiamata metrologia. Il suo scopo è quello di definire alcune grandezze fisiche indipendenti, dette fondamentali, dalle quali è possibile ricavare tutte le altre (che sono dette "derivate"), di definire i corretti metodi di misurazione e di costruire i campioni delle unità di misura adottate, in modo da avere un valore standard a cui fare riferimento in qualsiasi momento.
Il sistema di unità di misura universalmente accettato dai fisici è il Sistema Internazionale (SI): esso è basato su sette grandezze fondamentali, dalle quali derivano tutte le altre, ovvero:
- il metro (m), per la lunghezza;
- il secondo (s), per gli intervalli di tempo;
- il chilogrammo (kg), per le massa;
- l'ampere (A), per l'intensità di corrente;
- il kelvin (K), per la temperatura;
- la mole (mol), per la quantità di sostanza;
- la candela (cd), per l'intensità luminosa.

Questo sistema di misurazione deriva direttamente dal sistema MKS, il quale ha come grandezze fondamentali solamente il metro, il secondo e il chilogrammo ed è stato sostituito con il sistema attuale poiché non sono considerati anche i fenomeni termodinamici, elettromagnetici e fotometrici
Altri sistemi usati in passato sono stati il sistema CGS, in cui le unità fondamentali sono il centimetro, il grammo e il secondo e il Sistema imperiale britannico (o anglosassone), da cui deriva il Sistema consuetudinario statunitense, utilizzato negli Stati Uniti d'America.

#### Errori sperimentali

Rappresentazione della comparsa di errori sistematici ed errori casuali (random).

In ogni procedimento di misura di una grandezza fisica, la misura è accompagnata da un'incertezza/errore sul valore misurato. Una caratteristica fondamentale degli errori che influenzano le misure di grandezze fisiche è la sua ineliminabilità, ossia una misura può essere ripetuta molte volte o eseguita con procedimenti o strumenti migliori, ma in ogni caso l'errore sarà sempre presente. L'incertezza fa parte della natura stessa dei procedimenti di misura. In un esperimento, infatti, non è mai possibile eliminare un gran numero di fenomeni fisici che possono causare dei disturbi alla misura, cambiando le condizioni nelle quali si svolge l'esperimento. Una misura può quindi fornire solamente una stima del valore vero di una grandezza coinvolta in un fenomeno fisico. Le incertezze che influenzano una misura sono solitamente suddivise a seconda delle loro caratteristiche in:
- incertezze casuali. Quando la loro influenza sulla misura è completamente imprevedibile e indipendente dalle condizioni in cui si svolge la misura stessa[11]. Queste incertezze influenzano la misura in modo casuale, ossia conducono alcune volte ad una sovrastima del valore della grandezza misurata, altre volte ad una sottostima. Misure affette solo da errori casuali possono essere trattate con metodi statistici in quanto si distribuiscono intorno al valore vero secondo la distribuzione gaussiana (o distribuzione normale).
- incertezze sistematiche. Le incertezze sistematiche influenzano una misura sempre in uno stesso senso, ossia conducono sempre a una sovrastima o ad una sottostima del valore vero. Sorgenti comuni di errori sistematici possono essere: errori di taratura di uno strumento o errori nel procedimento di misura[12]. Contrariamente agli errori casuali, le incertezze sistematiche possono essere eliminate anche se la loro individuazione è difficile, infatti è possibile osservare l'effetto di incertezze sistematiche solo conoscendo a priori il valore vero della grandezza che si intende misurare o confrontando i risultati di misure svolte con strumenti e procedimenti diversi.

Distribuzione normale

Nell'immagine a lato è rappresentato l'effetto delle incertezze su una misura per analogia con il gioco delle freccette: il valore vero della grandezza è il centro del bersaglio, ogni tiro (puntini blu) rappresenta una misura. Quando si fa una misura, quindi, si deve procedere alla stima dell'incertezza ad essa associata, o, in altre parole, alla stima dell'errore sulla misura. Ogni misura deve essere quindi presentata accompagnata dalla propria incertezza segnalata dal segno di ± e dalla relativa unità di misura:
{\displaystyle G=(l\pm \sigma )u.m.}
In cui {\displaystyle G} è il simbolo relativo alla grandezza misurate, {\displaystyle l} è la stima del valore della misura, {\displaystyle \sigma } è l'incertezza e {\displaystyle u.m.} è l'unità di misura.
Quando una misura viene ripetuta molte volte è possibile valutare le incertezze casuali calcolando la deviazione standard delle misure (di solito indicata con la lettera greca, {\displaystyle \sigma }), la stima del valore vero si ottiene invece calcolando la media aritmetica dei valori delle misure. Se le misure sono ripetute poche volte si utilizza come incertezza la risoluzione dello strumento. L'incertezza deve fornire un intervallo di valori in cui, secondo la misura condotta dallo sperimentatore, cade il valore vero della misura secondo un certo livello di confidenza. Ci si può servire dell'incertezza assoluta per quantificare la precisione della misura, il valore dell'incertezza con la relativa unità di misura è detto incertezza assoluta, l'incertezza relativa si calcola come il rapporto fra l'incertezza assoluta e il valore vero della grandezza, in genere stimato dal valor medio delle misure effettuate. L'incertezza relativa è un numero adimensionale (ossia senza unità di misura). È possibile esprimere l'incertezza relativa anche con una percentuale.

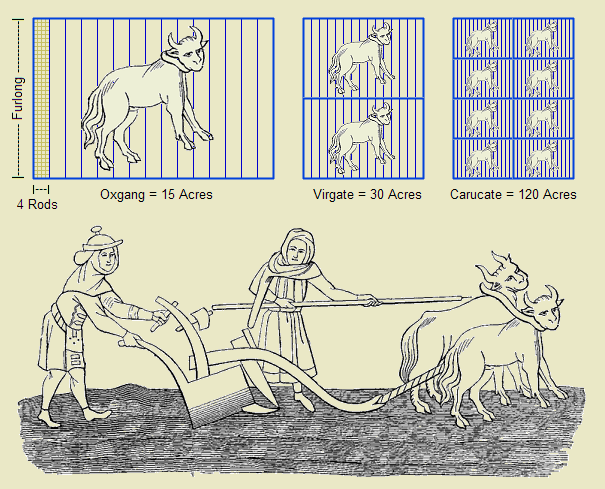
Antiche Unità di misura

Le incertezze si propagano quando i dati afflitti da incertezze vengono utilizzati per effettuare successivi calcoli (come ad esempio il calcolo dell'area di un tavolo a partire dalla lunghezza dei suoi lati), secondo delle precise regole dette della propagazione delle incertezze. Infine, bisogna notare che in Fisica classica in linea di principio gli errori possono essere sempre ridotti fino alla sensibilità tipica dello strumento di misura, peraltro idealmente o in linea teorica sempre migliorabile, mentre in meccanica quantistica questo non è possibile a causa del principio di indeterminazione di Heisenberg.

### Spazio e Tempo

Sistema di coordinate cartesiane nello spazio

Il tempo e lo spazio sono delle grandezze fondamentali della fisica, assieme a massa, temperatura, quantità di sostanza, intensità di corrente, e intensità luminosa: tutte le grandezze della fisica sono riconducibili a queste ultime. L'unità di misura del tempo è il secondo, che è definito come la durata di 9 192 631 770 periodi della radiazione corrispondente alla transizione tra due livelli iperfini, da (F=4, MF=0) a (F=3, MF=0), dello stato fondamentale dell'atomo di cesio-133, mentre il metro è l'unità fondamentale dello spazio ed è definito come la distanza percorsa dalla luce nel vuoto in un intervallo di tempo pari a 1/299 792 458 di secondo.
Prima del Novecento i concetti di spazio e di tempo erano considerati assoluti e indipendenti: si pensava che lo scorrere del tempo e le estensioni spaziali dei corpi fossero indipendenti dallo stato di moto dell'osservatore che le misurava, ovvero dal sistema di riferimento scelto. Dopo l'avvento della teoria della relatività di Einstein i fisici dovettero cambiare opinione: le lunghezze e gli intervalli temporali misurati da due osservatori in moto relativo l'uno rispetto all'altro, possono risultare più o meno dilatati o contratti, mentre esiste un'entità, l'intervallo di Minkowski, che è invariante e se misurata da entrambi gli osservatori fornisce il medesimo risultato; quest'entità è costituita dalle 3 coordinate spaziali più una quarta, quella temporale, che rendono questo oggetto appartenente ad uno spazio a 4 dimensioni. Così facendo, lo spazio e il tempo non sono più due quantità fisse e indipendenti tra loro, ma sono correlate tra loro e formano un'unica e nuova base su cui operare, lo spazio-tempo.
Con la relatività generale, poi, lo spazio-tempo viene deformato dalla presenza di oggetti dotati di massa o energia (più in generale, di energia-impulso, vd. tensore energia impulso).

### Massa

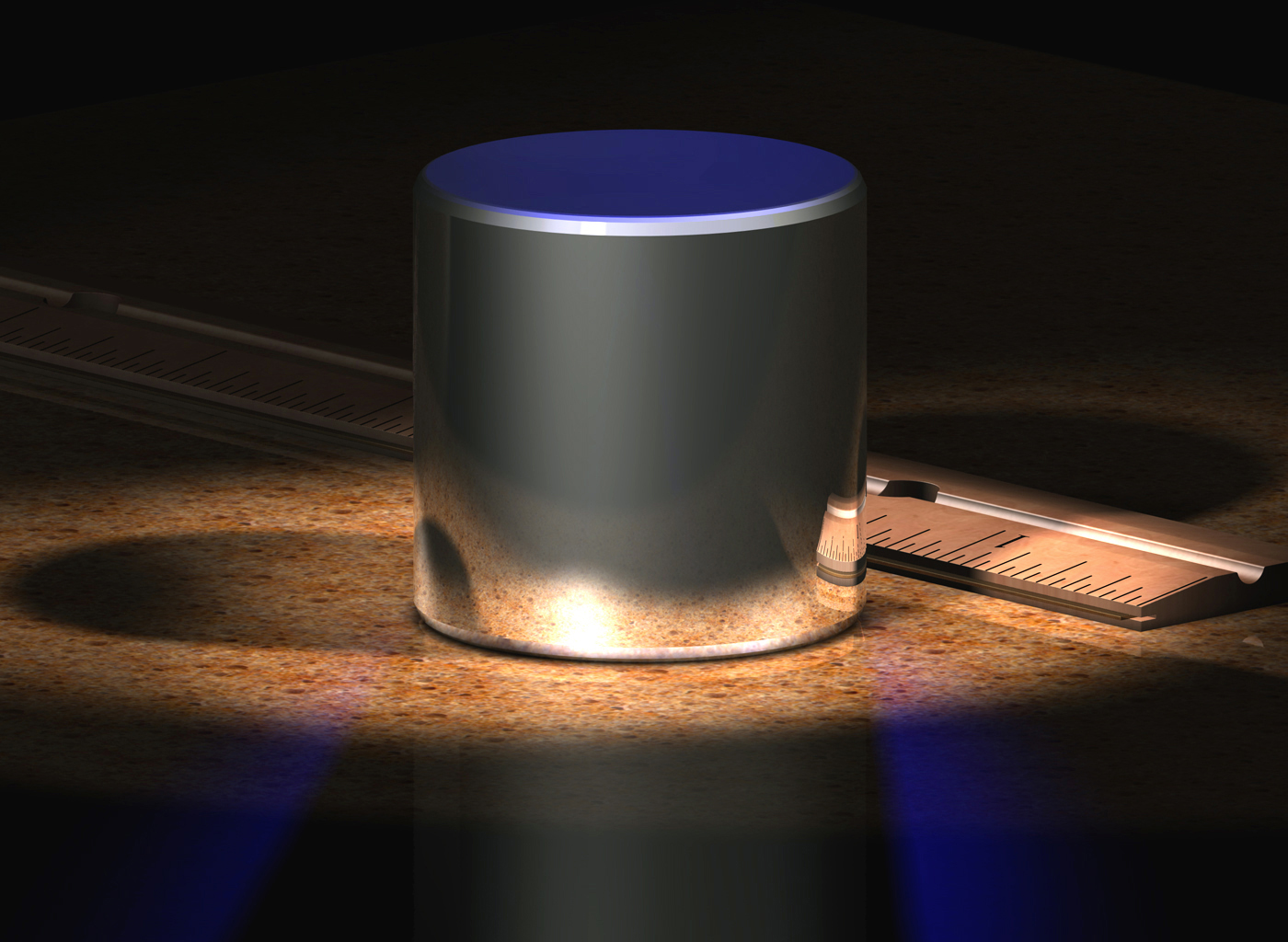
Massa di un Kilogrammo

La massa è una grandezza fisica fondamentale. Essa ha come unità di misura nel Sistema internazionale il chilogrammo e viene definita nella meccanica newtoniana come la misura dell'inerzia offerta dai corpi al cambiamento del proprio stato di moto. Nella teoria della gravitazione universale di Newton svolge inoltre il ruolo di carica della forza gravitazionale. Questa doppia definizione della massa viene unita nella teoria della relatività di Einstein, tramite il principio di equivalenza, e inoltre essa viene legata all'energia di un corpo tramite la formula E = mc². La massa resta sempre costante a differenza del peso. Esempio: sulla luna la massa resta costante, mentre il peso diventa un sesto.

### Forza e Campo

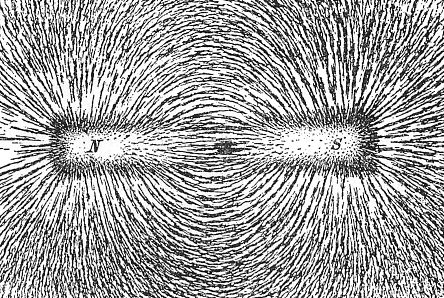
Rappresentazione a mezzo delle linee di campo del campo magnetico di un magnete.

Nell'ambito della fisica, la forza viene definita come la rapidità di variazione della quantità di moto rispetto al tempo. Nel caso in cui la massa del corpo sia costante, la forza esercitata su un corpo è pari al prodotto della massa stessa per l'accelerazione del corpo.
In formule:
{\displaystyle {\vec {F}}={\frac {{\mbox{d}}(m{\vec {v}})}{{\mbox{d}}t}}=m{\vec {a}}}
La forza esprime quantitativamente l'interazione di due corpi. L'interazione tra i corpi può avvenire attraverso una cosiddetta "area di contatto" (spesso assimilabile ad un punto) oppure può manifestarsi a distanza, attraverso quello che viene definito campo di forze.
Il concetto di campo di forze può essere chiarito se si pensa alla natura vettoriale della forza: la forza infatti viene descritta dal punto di vista matematico da un vettore, per cui un campo di forze è descritto in matematica come un campo vettoriale, cioè il campo di forze indica punto per punto la direzione, il verso e il modulo (o intensità) della forza che viene esplicata tra due corpi. Il campo di forze può essere visualizzato tramite le sue linee di campo o le linee di flusso.
Alcuni esempi di campi di forze sono: il campo gravitazionale, il campo magnetico e il campo elettrico.

### Modello

Modello atomico di Bohr

Il modello fisico è una versione approssimata del sistema effettivamente osservato. Il suo impiego indiscriminato presenta dei rischi, ma ha il vantaggio di una maggiore generalità e quindi dell'applicabilità a tutti i sistemi simili al sistema in studio. La costruzione del modello fisico è la fase meno formalizzata del processo conoscitivo, che porta alla formulazione di leggi quantitative e di teorie. Il modello fisico ha la funzione fondamentale di ridurre il sistema reale, e la sua evoluzione, ad un livello astratto ma traducibile in forma matematica, utilizzando definizioni delle grandezze in gioco e relazioni matematiche che li leghino. Tale traduzione può essere portata a termine anche attraverso l'uso del calcolatore, con programmi detti di simulazione, con i quali si studiano i fenomeni più disparati.
Il modello matematico, che ovviamente si colloca ad un livello di astrazione ancora superiore a quello del modello fisico, ovvero al massimo livello di astrazione nel processo conoscitivo, è costituito normalmente da equazioni differenziali che, quando non siano risolvibili in maniera esatta, devono essere semplificate opportunamente o risolte, più o meno approssimativamente, con metodi numerici (al calcolatore). Si ottengono in questo modo delle relazioni analitiche o grafiche fra le grandezze in gioco, che costituiscono la descrizione dell'osservazione iniziale.
Tali relazioni, oltre a descrivere l'osservazione, possono condurre a nuove previsioni. In ogni caso esse sono il prodotto di un processo che comprende diverse approssimazioni:
1. nella costruzione del modello fisico;
2. nelle relazioni utilizzate per costruire il modello matematico;
3. nella soluzione del modello matematico.

La soluzione del modello matematico va quindi interpretata tenendo conto delle varie approssimazioni che sono state introdotte nello studio del fenomeno reale, per vedere con quale approssimazione riesce a rendere conto dei risultati dell'osservazione iniziale e se le eventuali previsioni si verificano effettivamente e con quale precisione. Questo può venire confermato solo dall'esperienza, creando una sorta di schema in retroazione, che è il ciclo conoscitivo.

## Principali fenomeni fisici e teorie fisiche

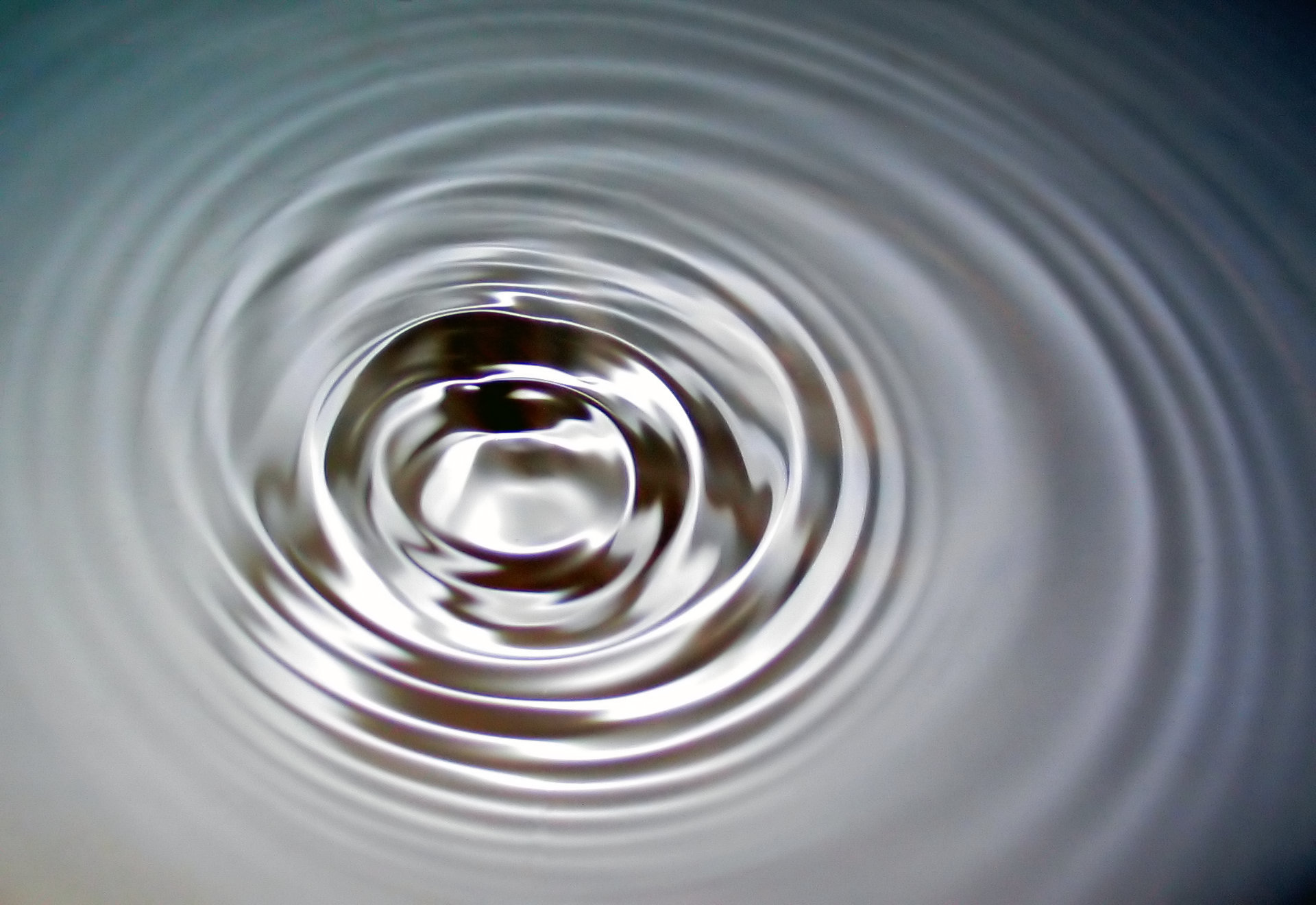
Onda superficiale

La fisica si compone di più branche che sono specializzate nello studio di diversi fenomeni oppure che sono caratterizzate dall'utilizzo estensivo delle stesse leggi di base.
In base alla prima classificazione si possono distinguere quattro classi principali di fenomeni fisici: 
- i fenomeni corpuscolari che coinvolgono oggetti dotati di massa propria sia a livello macroscopico che microscopico (meccanica classica e meccanica quantistica) caratterizzandone la cinematica, la dinamica nello spazio-tempo a partire dalla cause che generano il moto (forze) e la loro energia meccanica;
- i fenomeni ondulatori che coinvolgono i fenomeni di propagazione di energia sotto forma di onde sia a livello macroscopico che microscopico (onde meccaniche, acustica, ottica, elettrodinamica, meccanica quantistica);
- i fenomeni termici che coinvolgono il trasferimento del calore da un corpo ad un altro (calorimetria e termometria) e la sua trasformazione in lavoro meccanico (termodinamica), comprese nella termologia;
- i fenomeni elettrici e magnetici stazionari nel tempo che coinvolgono le cariche elettriche (elettricità) e i materiali magnetici;
- la struttura della materia ovvero i costituenti elementari e non elementari della materia fisica e le interazioni fondamentali.

Esempio di Sistema termodinamico

Ciascuna classe di fenomeni osservabili in natura è interpretabile in base a dei principi e delle leggi fisiche che insieme definiscono una teoria fisica deduttiva, coerente e relativamente autoconsistente. Benché ogni teoria fisica sia intrinsecamente falsificabile per la natura tipicamente induttiva del metodo di indagine scientifico, allo stato attuale esistono teorie fisiche più consolidate di altre seguendo il percorso storico di evoluzione della fisica stessa.
In base alla seconda classificazione si può invece distinguere tra fisica classica e fisica moderna, poiché quest'ultima fa uso continuamente delle teorie relativistiche, della meccanica quantistica e delle teorie di campo, che non sono invece parte delle teorie cosiddette classiche.

### Fisica classica

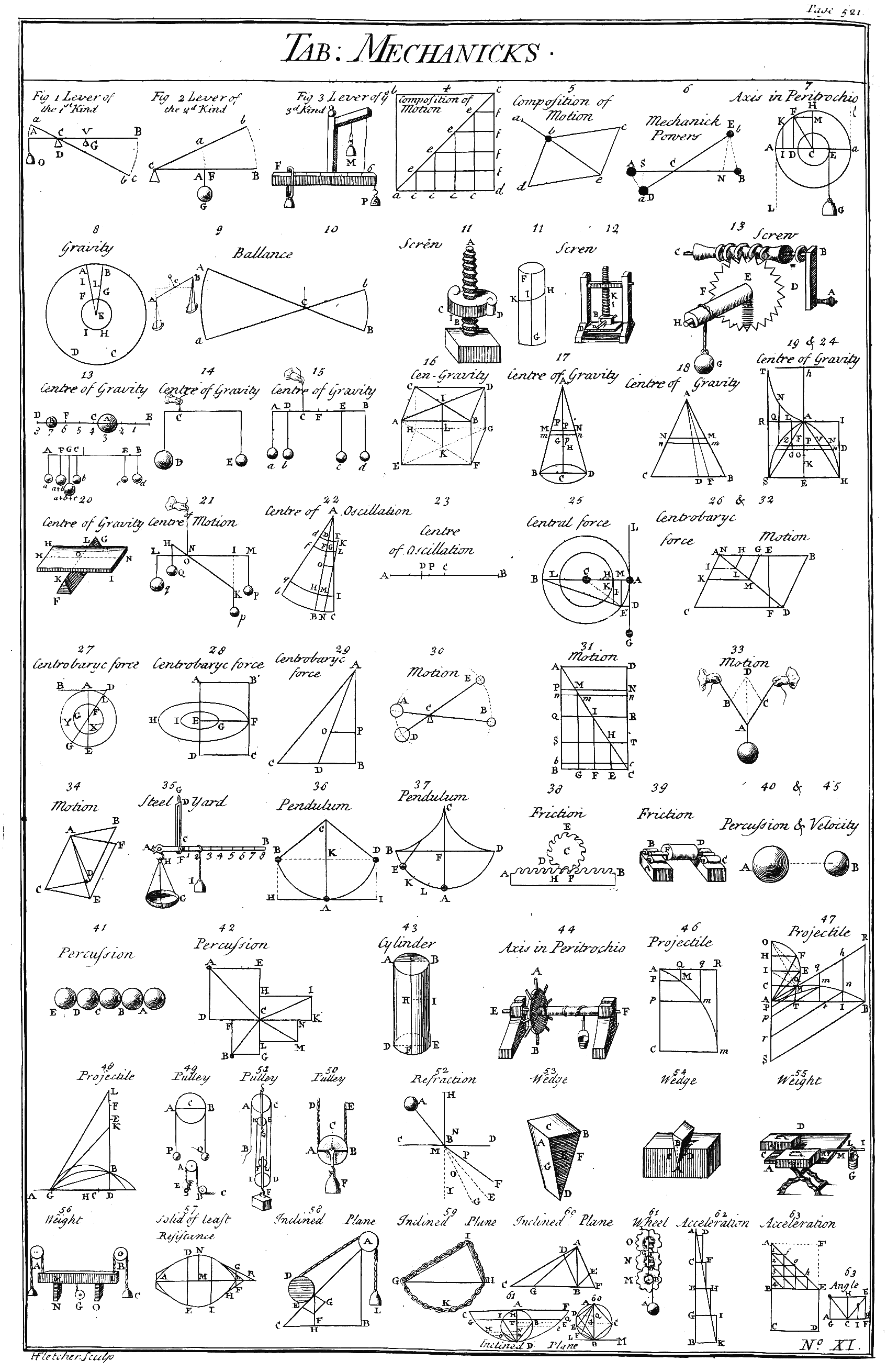
Illustrazioni di meccanica in un'enciclopedia del 1728.

La fisica classica studia tutti i fenomeni che possono essere spiegati senza ricorrere alla relatività generale e alla meccanica quantistica. Le teorie principali che la compongono sono la meccanica classica (in cui si ricomprende l'acustica), la termodinamica, l'elettromagnetismo (in cui si ricomprende l'ottica) e la teoria newtoniana della gravità. Sostanzialmente, tutte le teorie che sono state prodotte prima dell'inizio del XX secolo fanno parte della fisica classica. Le leggi della fisica classica, nonostante non siano in grado di spiegare alcuni fenomeni, come, ad esempio, la precessione del perielio di Mercurio o l'effetto fotoelettrico, sono in grado di spiegare gran parte dei fenomeni che si possono osservare sulla Terra. Le teorie, invece, falliscono quando è necessario spingersi oltre i limiti di validità delle stesse, ovvero nelle scale atomiche e subatomiche, o in quello dei corpi molto veloci, per cui è necessario fare ricorso alle leggi della fisica moderna.
La fisica classica utilizza un numero relativamente ridotto di leggi fondamentali, che, a loro volta, si basano su una serie di principi assunti alla base della teoria. Fra questi, quelli più importanti sono i concetti di spazio assoluto e tempo assoluto, che sono poi alla base della relatività galileiana. Molto importanti sono anche i principi di conservazione.

### Fisica moderna

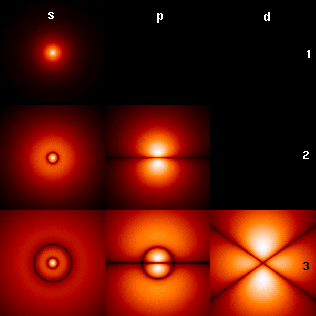
Orbitale atomico

Se la fisica classica aveva di per sé esaurito brillantemente quasi del tutto lo studio dei fenomeni fisici macroscopici (in realtà, con la nascita della teoria del caos, si è scoperto che così non era), con il successivo passo, ovvero con la fisica moderna, lo studio fisico si incentra su tutti quei fenomeni che avvengono a scala atomica e subatomica o con velocità prossime a quelle della luce; le teorie principali che costituiscono questa nuova fisica sono la meccanica quantistica e la relatività generale. Più precisamente fanno parte di questa categoria tutte le teorie che sono state prodotte a partire dal XX secolo per cercare di spiegare alcuni fenomeni che le teorie classiche non riuscivano a dimostrare.
Queste nuove teorie rappresentarono una "spaccatura" netta nel disegno teorico tracciato dalla fisica classica precedente in quanto ne hanno completamente rivisto idee e concetti di fondo in cui l'uomo aveva sempre creduto fin dai tempi più antichi: 
- lo spazio e il tempo non sono più considerati assoluti, ma sono relativi al sistema di riferimento che si sceglie, e non sono separati, ma formano un'unica entità chiamata spazio-tempo.
- la velocità della luce è la massima velocità possibile nell'universo.
- il concetto di misura e osservabile fisico vengono completamente rivisti in quanto con il principio di indeterminazione di Heisenberg si stabilisce che esistono coppie di grandezze fisiche non misurabili simultaneamente con precisione arbitraria.
- la stessa materia fisica dell'universo mostra inoltre una doppia natura, corpuscolare e ondulatoria, attraverso il noto dualismo onda-particella espresso nel principio di complementarità.

Ambiti di validità delle teorie principali della fisica.

### Fisica sperimentale e fisica teorica

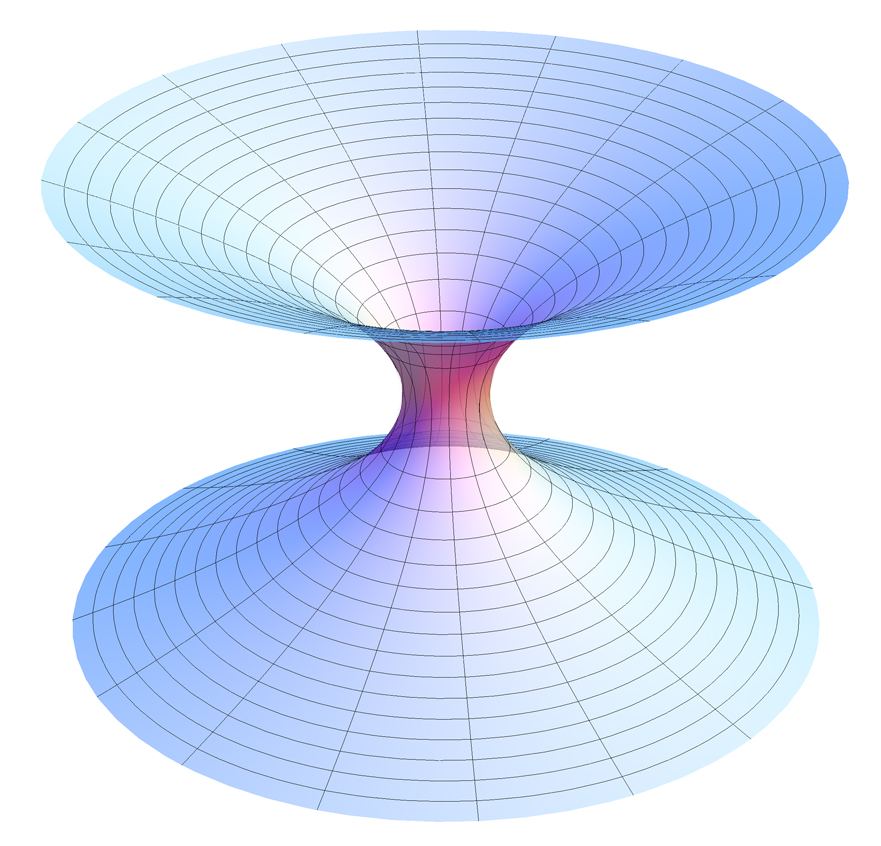
Rappresentazione visiva di un Wormhole di Schwarzschild

Un'altra classificazione vuole la distinzione tra fisica sperimentale e fisica teorica in base alla suddivisione del processo di indagine scientifica rispettivamente nella fase dell'osservazione dei dati dell'esperimento e della loro successiva interpretazione ed elaborazione all'interno di teorie fisico-matematiche: stretto è dunque il loro legame di collaborazione. Entrambe queste distinzioni possono essere fatte all'interno sia della fisica classica che della fisica moderna. A metà strada fra le due si colloca la fisica computazionale, che permette di simulare gli esperimenti per mezzo del computer.

### Fisica applicata
La fisica applicata è la parte della fisica che si interessa di particolari utilizzi tecnologici della fisica. "Applicata" si distingue da "pura" attraverso una sottile combinazione di fattori quali le motivazioni e le modalità della ricerca e le relazioni tra tecnologia e scienza influenzate dal lavoro.

## Branche della fisica

### Fisica matematica

Teoria del Caos

La fisica matematica è quella disciplina scientifica che si occupa delle applicazioni della matematica ai problemi della fisica e dello sviluppo di metodi matematici adatti alla formulazione di teorie fisiche e alle relative applicazioni. È una branca della fisica tipicamente teorica. In tempi recenti l'attività dei fisici-matematici si è concentrata principalmente sulle seguenti aree:
- meccanica razionale o meccanica analitica nelle sue branche meccanica lagrangiana e meccanica hamiltoniana;
- meccanica statistica: in particolare la teoria delle transizioni di fase;
- meccanica quantistica (operatore di Schrödinger): con i collegamenti a quell'insieme di discipline che spesso vengono indicate come fisica dello stato solido;
- teoria dei sistemi dinamici non lineari: in particolare i sistemi caotici e i sistemi hamiltoniani completamente integrabili (e le perturbazioni di questi ultimi), anche infinito-dimensionali (equazioni solitoniche);
- teoria quantistica dei campi: con particolare riferimento alla costruzione di modelli;
- teorie relativistiche del campo gravitazionale: incluse le applicazioni alla cosmologia e i tentativi di costruire una teoria quantistica della gravità.

L'evoluzione della fisica in questo senso va verso la cosiddetta teoria del tutto ovvero una teoria omnicomprensiva che spieghi la totalità dei fenomeni fisici osservati in termini delle interazioni fondamentali a loro volta unificate.

### Fisica atomica

Modello di un atomo

La fisica atomica è invece la branca della fisica che studia l'atomo nella sua interezza ovvero comprendendo nucleo ed elettroni. Si tratta di un campo della fisica studiato all'inizio del XX secolo con la fornitura dei vari modelli atomici fino al modello attuale ritenuto più verosimile ovvero con nucleo interno ed elettroni esterni di tipo orbitale. Si tratta di un campo assestato già nella prima metà del XX secolo.

### Fisica della materia condensata
La più ampia branca della fisica della materia condensata (comunemente detta fisica della materia) è la fisica dello stato solido e riguarda lo studio delle proprietà dei solidi, sia elettroniche, che meccaniche, ottiche e magnetiche.
Il grosso della ricerca teorica e sperimentale della fisica dello stato solido è focalizzato sui cristalli, sia a causa della loro caratteristica struttura atomica periodica, che ne facilita la modellizzazione matematica, che per il loro ampio utilizzo tecnologico. Con il termine stato solido in elettronica ci si riferisce in generale a tutti i dispositivi a semiconduttore. A differenza dei dispositivi elettromeccanici, quali ad esempio i relè, i dispositivi a stato solido non hanno parti meccaniche in movimento. Il termine è utilizzato anche per differenziare i dispositivi a semiconduttore dai primi dispositivi elettronici: le valvole e i diodi termoionici.

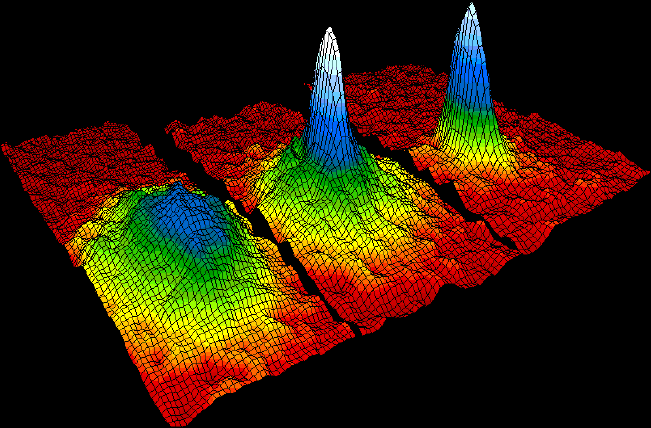
Condensato di Bose-Einstein

Il punto di partenza di gran parte della teoria nell'ambito della fisica dello stato solido è la formulazione di Schrödinger della meccanica quantistica non relativistica. La teoria si colloca generalmente all'interno dell'approssimazione di Born - Oppenheimer e dalla struttura periodica del reticolo cristallino si ricavano le condizioni periodiche di Born-von Karman e il Teorema di Bloch, che caratterizza la funzione d'onda nel cristallo. Le deviazioni dalla periodicità sono trattate ampiamente tramite approcci perturbativi o con altri metodi più innovativi, quali la rinormalizzazione degli stati elettronici. Appartiene alla fisica dello stato solido anche la fisica delle basse temperature la quale studia gli stati della materia a temperature prossime allo zero assoluto e i fenomeni ad essi connessi (ad es. condensato di Bose-Einstein, superconduttività ecc..).
Un'altra branca della fisica della materia condensata, nettamente separata da quella dello stato solido, è la fisica della materia soffice. Essa studia le proprietà degli stati fisici che vengono facilmente deformati o alterati da perturbazioni meccaniche o termiche, come colloidi, cristalli liquidi, polimeri, schiume, gel, membrane cellulari e materia vivente in generale (entrando quindi in contatto con la biofisica). Nello studio dei materiali soffici, gli effetti quantistici sono solitamente trascurabili.

### Fisica nucleare e delle particelle

Reazione nucleare

Modello standard

La fisica nucleare è la branca della fisica che studia il nucleo atomico nei suoi costituenti protoni e neutroni e le loro interazioni. Si distingue dalla fisica atomica che invece studia l'atomo, sistema composto dal nucleo atomico e dagli elettroni. Si distingue a sua volta dalla fisica delle particelle o fisica subnucleare che invece ha come oggetto lo studio delle particelle più piccole del nucleo atomico. La fisica delle particelle o subnucleare è stata per molto tempo considerata una branca della fisica nucleare. Il termine fisica subnucleare sta cadendo in disuso poiché si riferiva allo studio di particelle interne al nucleo, mentre oggi la maggior parte delle particelle note non sono costituenti nucleari.
L'energia nucleare è la più comune applicazione della fisica nucleare, ma il campo di ricerca è anche alla base di molte altre importanti applicazioni, come in medicina (medicina nucleare, risonanza magnetica nucleare), in scienza dei materiali (implantazioni ioniche) o archeologia (radiodatazione al carbonio).
La fisica delle particelle è la branca della fisica che studia i costituenti fondamentali e le interazioni fondamentali della materia; essa rappresenta la fisica dell'infinitamente piccolo. Talvolta viene anche usata l'espressione fisica delle alte energie, quando si vuole far riferimento allo studio delle interazioni tra particelle elementari che si verificano ad altissima energia e che permettono di creare particelle non presenti in natura in condizioni ordinarie, come avviene con gli acceleratori di particelle.
In senso stretto, il termine particella non è del tutto corretto. Gli oggetti studiati dalla fisica delle particelle, obbediscono ai principi della meccanica quantistica. Come tali, mostrano una dualità onda-corpuscolo, in base alla quale manifestano comportamenti da particella sotto determinate condizioni sperimentali e comportamenti da onda in altri. Teoricamente, non sono descritte né come onde né come particelle, ma come vettori di stato in un'astrazione chiamata spazio di Hilbert.

### Fisica dei sistemi complessi

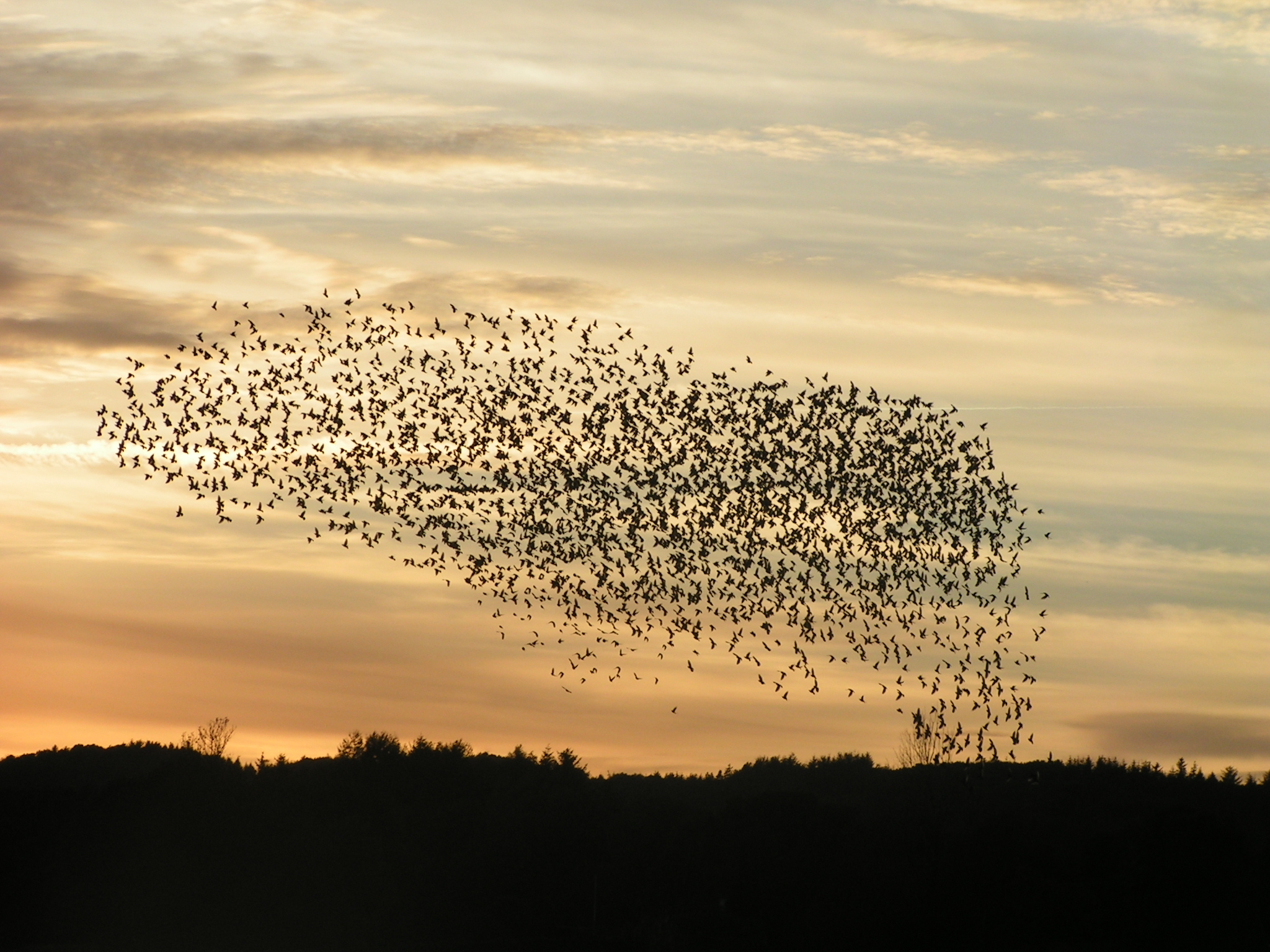
Sistema complesso

La fisica dei sistemi complessi è una branca relativamente recente della fisica moderna che studia appunto il comportamento fisico di sistemi complessi come ad esempio il sistema economico (econofisica) o il sistema climatico assunti come sistemi dinamici non lineari e a multicomponenti.

### Fisica cibernetica
Questa branca della fisica (la fisica cibernetica), nata nella seconda metà del XX secolo, si è sviluppata a tal punto che è ora ricompresa all'interno di varie discipline tecnico-applicative quali l'automatica, la meccatronica e l'informatica (intelligenza artificiale).

### Fisica medica
La fisica medica o fisica sanitaria è un'attività che riguarda, in generale, tutti i settori della fisica applicata alla medicina e alla radioprotezione. Più in particolare, le strutture di fisica sanitaria ospedaliere si occupano, in prevalenza, dell'impiego delle radiazioni ionizzanti e non ionizzanti (diagnostica per immagini, radioterapia, medicina nucleare, ...), ma anche di informatica, di modellistica, ecc.

### Biofisica
La biofisica consiste nello studio dei fenomeni biologici dal punto di vista fisico. Si occupa, ad esempio, della dinamica ( e della termodinamica) delle macromolecole organiche (come proteine o acidi nucleici), o della fisica delle membrane cellulari. Uno dei principali problemi irrisolti della biofisica è, ad esempio, la comprensione del ripiegamento delle proteine.

### Astrofisica

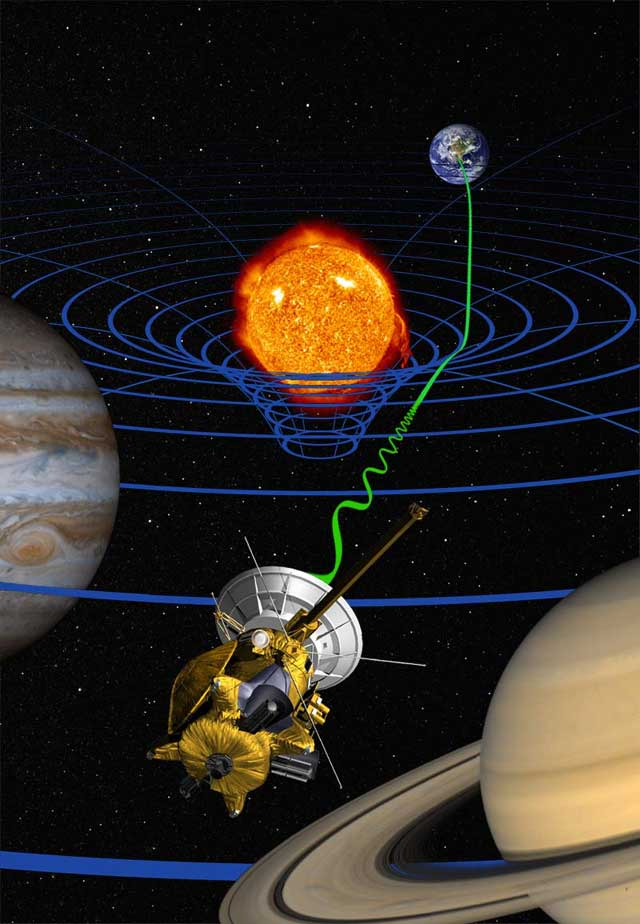
Illustrazione dell'esperimento sulla relatività generale effettuato con l'ausilio della sonda Cassini.

L'astrofisica è una scienza che applica la teoria e i metodi delle altre branche della fisica per studiare gli oggetti di cui è composto l'universo, quali ad esempio le stelle, i pianeti, le galassie e i buchi neri. L'astrofisica si differenzia dall'astronomia in quanto l'astronomia si pone come obiettivo la comprensione dei movimenti degli oggetti celesti, mentre l'astrofisica tenta di spiegare l'origine, l'evoluzione e il comportamento degli oggetti celesti stessi, rappresentando quindi la fisica dell'infinitamente grande. Un'altra disciplina con cui l'astrofisica è intimamente correlata è la cosmologia, che ha come oggetto di studio l'origine dell'universo. I telescopi spaziali (tra cui va ricordato il telescopio spaziale Hubble) sono strumenti indispensabili alle indagini dell'astrofisica: grazie ad essi gli astrofisici hanno trovato conferma di molte teorie sull'universo.

### Geofisica
La geofisica (anche detta fisica terrestre) è in generale l'applicazione di misure e metodi fisici allo studio delle proprietà e fenomeni fisici tipici del pianeta Terra. È una scienza di tipo preminentemente sperimentale, che condivide il campo di applicazione sia con la fisica che con la geologia e comprende al suo interno diverse branche, quali ad esempio:
- fisica della terra fluida (o geofluidodinamica).
  - fisica dell'atmosfera
  - meteorologia
  - oceanografia fisica
  - climatologia
- geomagnetismo
- sismologia

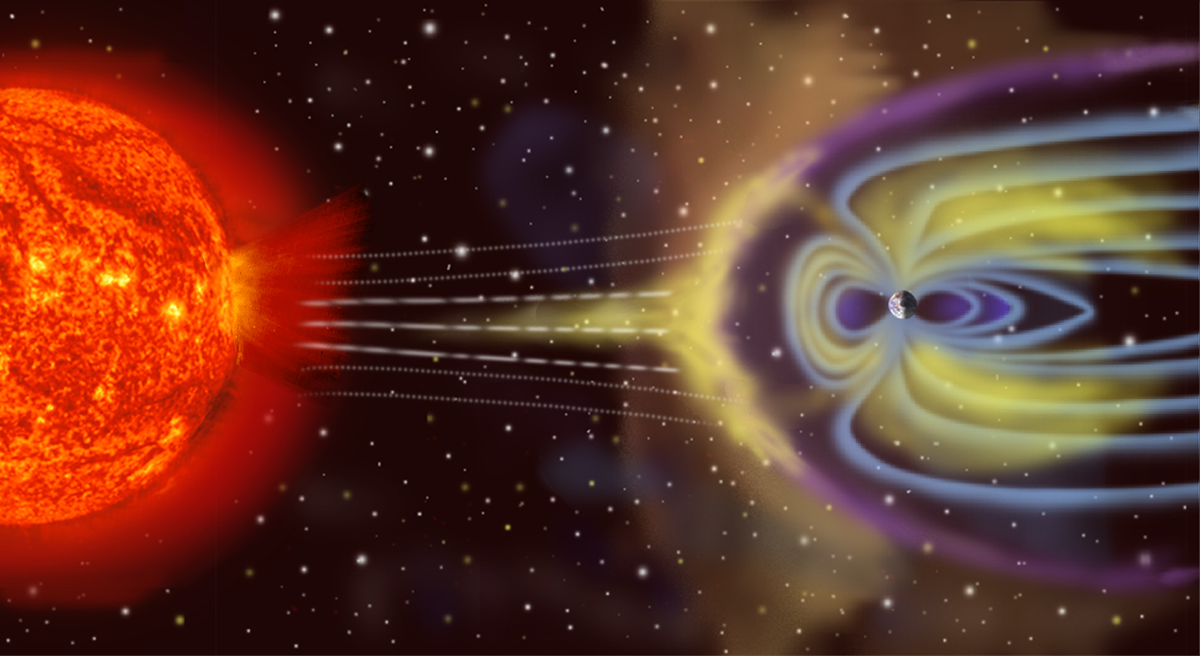
Geomagnetismo

La geofisica applicata studia la parte solida più superficiale della Terra e rivolge il suo campo di ricerche all'individuazione di strutture idonee per l'accumulo di idrocarburi, nonché alla risoluzione di problemi nel campo dell'ingegneria civile, ingegneria idraulica, ingegneria mineraria e per l'individuazione di fonti di energia geotermica.
Le prospezioni geofisiche (prospezioni sismiche, elettriche, elettromagnetiche, radiometriche, gravimetriche) rappresentano alcuni metodi fisici utilizzati nel campo dell'esplorazione geologica.

## Rapporti con le altre discipline
I principi fisici sono alla base di numerose discipline tecnico-scientifiche sia teoriche sia più vicine al campo applicativo (tecnica). Allo stesso tempo la fisica si avvale degli strumenti tecnici e matematici messi a disposizione da queste discipline per aiutarsi nel suo continuo processo di indagine scientifica dei fenomeni dell'universo.

### Matematica

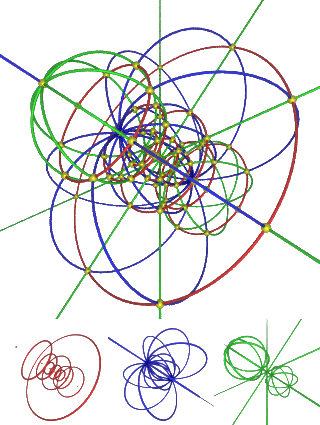
Ipersfera

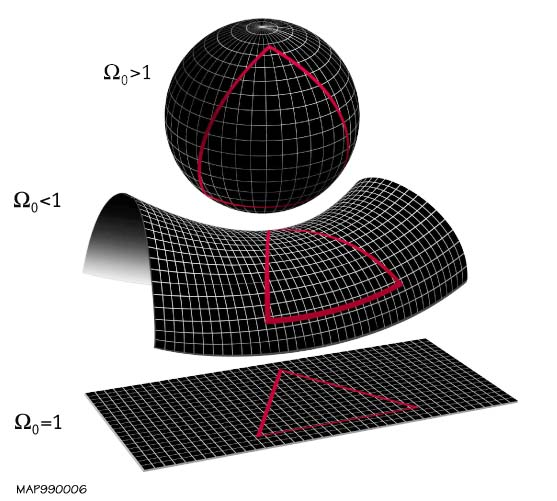
Geometria differenziale

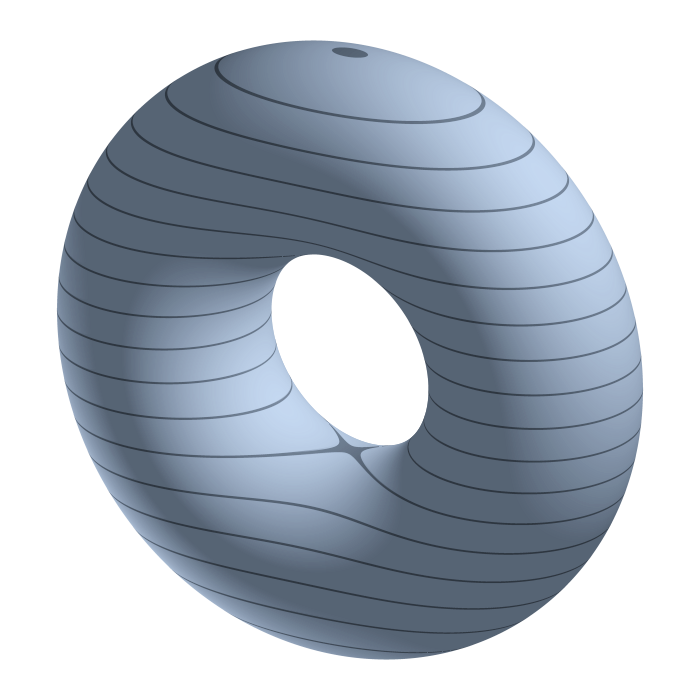
Toro

Nel testo Il Saggiatore del 1623, Galileo Galilei afferma:
(Galileo Galilei, Il Saggiatore)
In generale, gli elementi che caratterizzano il modello matematico di un sistema fisico sono due: lo spazio degli stati e la dinamica. Il primo è un insieme che contiene tutti i possibili stati in cui il sistema si può trovare, dove per stato si intende una collezione di grandezze fisiche che, se conosciute in un certo istante, sono sufficienti per predire come evolverà il sistema, cioè quali stati saranno occupati negli istanti futuri; ad esempio, per un sistema meccanico di n particelle libere di muoversi nello spazio, uno stato è un insieme di 6n numeri reali, 3n per le posizioni (3 coordinate per ogni particella), e i restanti 3n per le velocità (3 componenti per ogni particella). Lo spazio degli stati può essere molto complicato, sia geometricamente (ad esempio nella meccanica dei sistemi vincolati e nella teoria della relatività generale, dove in genere è una varietà differenziale, i.e. uno spazio "curvo") che analiticamente (ad esempio in meccanica quantistica, dove è uno spazio di Hilbert proiettivizzato). La dinamica, invece, è la legge che, dato uno stato iniziale, descrive l'evoluzione del sistema. Solitamente, è data in forma differenziale, cioè collega lo stato in un certo istante a quello in un istante successivo "infinitamente vicino" nel tempo.
Le più grandi rivoluzioni della fisica moderna (la teoria della relatività generale, la meccanica quantistica e la teoria quantistica dei campi) si possono ricondurre all'inadeguatezza della fisica classica a descrivere i nuovi fenomeni sperimentali riscontrati verso la fine dell'Ottocento e l'inizio del Novecento (l'esperimento di Michelson-Morley e i vari esperimenti in cui si presentano fenomeni quantistici, tra cui, l'esperimento della doppia fenditura, il corpo nero, l'effetto fotoelettrico e l'effetto Compton). Le maggiori aree della matematica che forniscono strumenti utili allo studio sia della forma dello spazio degli stati che della dinamica sono:
- topologia, topologia algebrica e differenziale: giocano un ruolo in quasi tutte le branche della fisica, dalla meccanica classica, alla teoria quantistica dei campi e le teorie delle stringhe;
- geometria differenziale: ha forti applicazioni nella modellazione dei sistemi meccanici classici, nella teoria della relatività generale e nelle moderne teorie delle stringhe;
- analisi funzionale: permette di formalizzare la meccanica quantistica, sta alla base dei tentativi di formalizzazione della teoria quantistica dei campi (assieme, recentemente, alla geometria non commutativa), ed è il principale mezzo di studio delle equazioni differenziali alle derivate parziali che si incontrano un po' ovunque in fisica (equazione di Hamilton-Jacobi, equazione di Poisson, equazione delle onde, equazione del calore e molte altre ancora);
- algebra: la teoria dei gruppi entra in gran parte della fisica (ogni volta che ci sono delle simmetrie nel sistema in studio), ma gioca un ruolo particolarmente rilevante nella meccanica quantistica. Il prodotto tensoriale degli spazi tangenti e dei loro duali sono usati per definire dei particolari fibrati vettoriali che svolgono un ruolo importante in geometria differenziale e quindi in tutte le branche della fisica ad essa legate. Ci sono poi le algebre di Clifford e la teoria dei spinori, usate nello studio degli operatori ellittici e di Dirac e quindi nella teoria quantistica dei campi e nelle teorie delle stringhe;
- teoria della misura, teoria della probabilità e teoria ergodica: nella meccanica statistica.

### Statistica

Regressione lineare

Gli strumenti della statistica sono utilizzati durante la fase di rilevamento dei dati a partire dal modello fisico e nella fase successiva di trattamento dei dati. Particolarmente utile nella prima fase di rilevamento dei dati è la metodica del campionamento statistico (in inglese sampling), che consiste nel selezionare una particolare serie di dati all'interno dell'intervallo di condizioni studiate.
Una volta ottenuti i dati, viene effettuata la cosiddetta analisi di regressione, che permette di ottenere dall'insieme di dati più o meno sparsi (in quanto affetti da errori di varia natura) una relazione matematica precisa. Nel caso più semplice in cui la relazione matematica tra i dati venga rappresentata da una retta, si parla di regressione lineare. Molti concetti statistici sono poi presi a prestito dalla fisica statistica laddove non è possibile avere informazioni deterministiche sui sistemi o fenomeni a molti gradi di libertà e variabili.

### Informatica

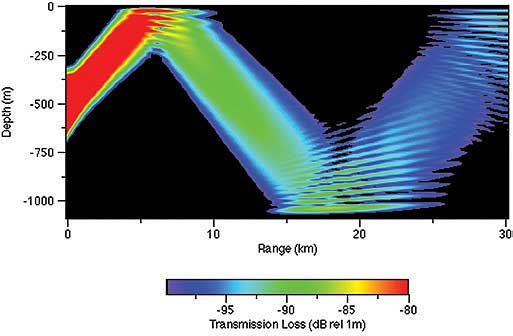
Simulazione della propagazione delle onde sonore in un ambiente marino.

I computer vengono utilizzati in più fasi del processo conoscitivo: durante la fase di osservazione possono essere utilizzati ad esempio per effettuare un campionamento delle misurazioni, ovvero il valore della grandezza da misurare viene letto ad intervalli determinati, in modo da avere più misure in un ristretto lasso di tempo. Il calcolatore può svolgere anche la funzione di strumento registratore: i dati relativi all'osservazione vengono ad essere archiviati per lo svolgimento di operazioni successive di valutazione e/o confronto con altri dati. L'intero sistema per la misurazione, il trattamento e la registrazione dei dati, costituito dal calcolatore e da strumentazioni specifiche ad esso interfacciate, viene denominato sistema di acquisizione dati (o DAQ).
Gli strumenti informatici possono quindi fungere da "strumento" durante le diverse fasi dell'esperienza, ma possono anche andare oltre, costituendo un vero e proprio sistema virtuale, che sostituisce e "imita" il sistema fisico reale; si parla in questo caso di simulazione del processo in esame. Il sistema simulato presenta il vantaggio rispetto al sistema reale di avere un controllo su tutti gli elementi di disturbo che influenzano il fenomeno studiato; d'altra parte è necessaria una precedente conoscenza del modello matematico associato al modello fisico per la creazione del modello simulato. La simulazione quindi affianca in primis l'osservazione diretta durante il processo conoscitivo, con lo scopo di convalidare il modello matematico ipotizzato, e una volta che la corrispondenza tra modello fisico e modello simulato è stata accertata, è possibile utilizzare la simulazione per effettuare delle stime in condizioni contemplate dal modello matematico, ma che sono differenti da quelle in cui è avvenuta la precedente osservazione diretta.

### Chimica

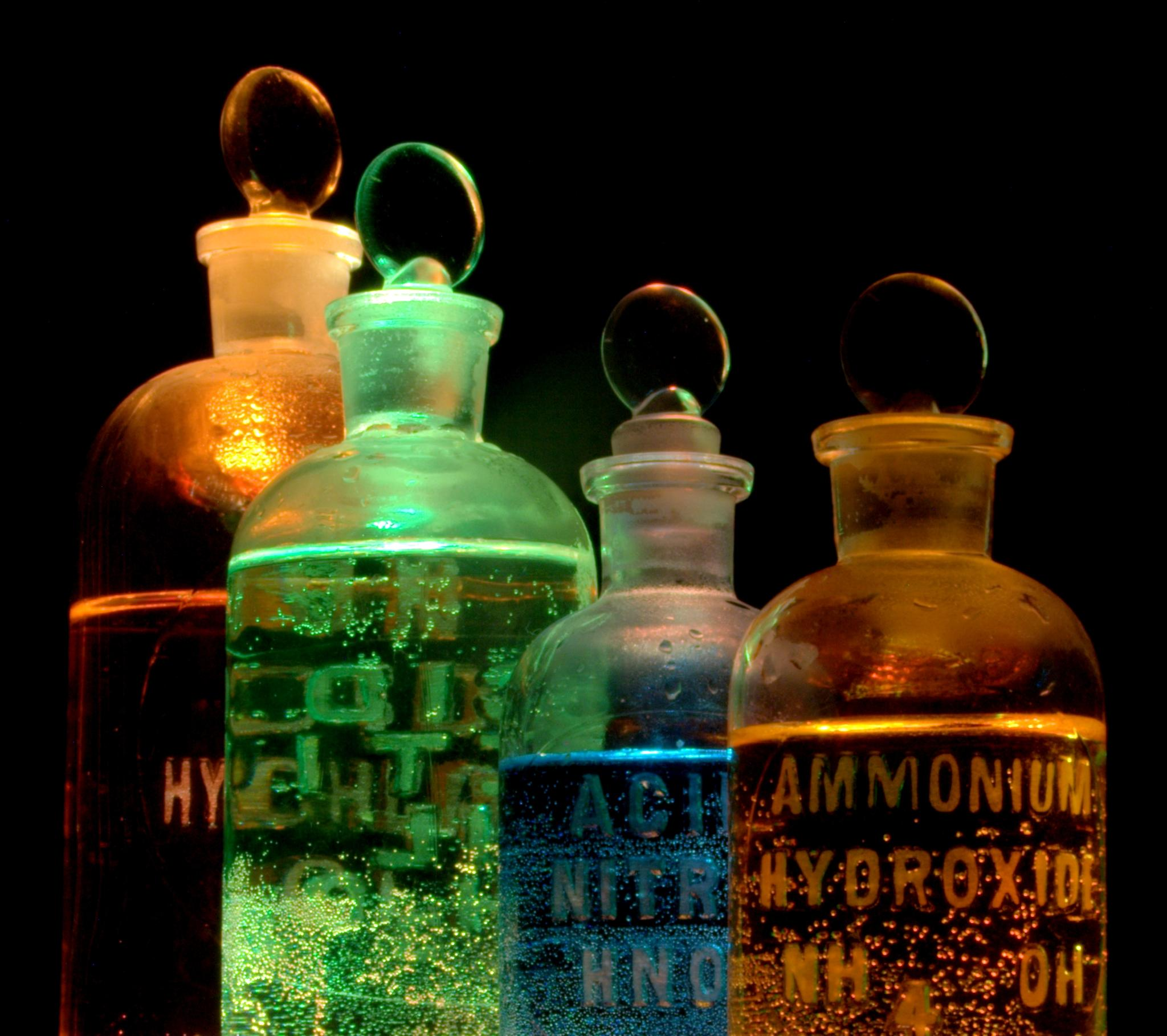
Chimica

La fisica è strettamente connessa alla chimica (la scienza delle molecole) con cui si è sviluppata di pari passo nel corso degli ultimi due secoli. La chimica prende molti concetti dalla fisica, soprattutto nei campi di termodinamica, elettromagnetismo, e meccanica quantistica. Tuttavia i fenomeni chimici sono talmente complessi e vari da costituire una branca del sapere distinta. Nella chimica, come nella fisica, esiste il concetto di forza come "interazione tra i corpi". Nel caso della chimica "i corpi" hanno dimensioni dell'ordine dell'Ångström, e sono appunto le molecole, gli atomi, gli ioni, i complessi attivati, e altre particelle di dimensioni ad essi confrontabili. Le forze di interazione tra questi corpi sono i legami chimici (legami intramolecolari) e altre forze di interazione più blande (ad esempio le forze di Van der Waals, il legame a idrogeno e le forze di London).

### Ingegneria

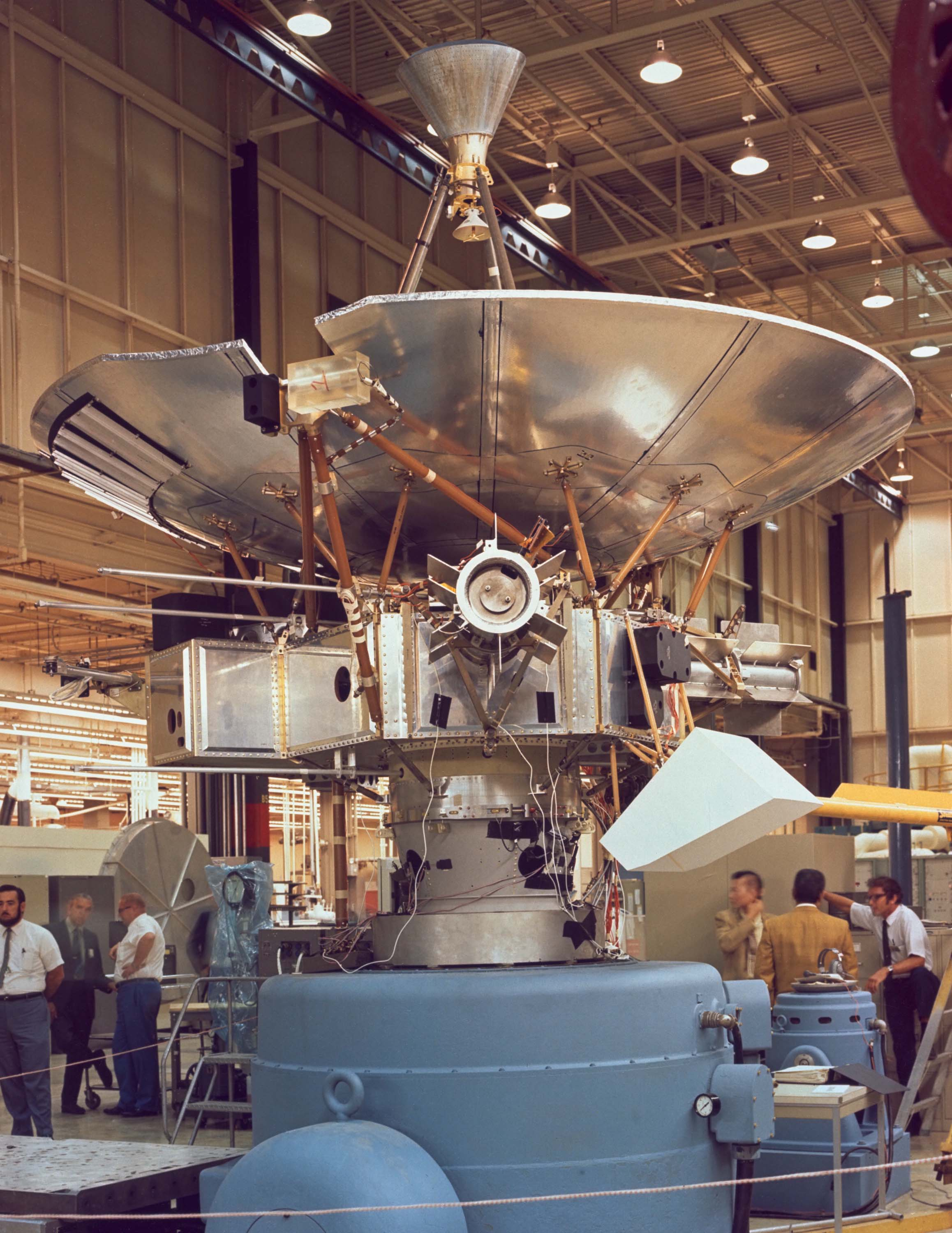
Costruzione della sonda Pioneer 10

È probabilmente la disciplina che più di ogni altra si avvale dei principi della fisica per sviluppare teorie proprie dedicate all'ideazione, progettazione, realizzazione e gestione di sistemi utili alle esigenze dell'uomo e della società: nel campo dell'ingegneria edile e dell'ingegneria civile strutture edili e opere civili (case, strade, ponti) sfruttano le conoscenze nel campo della statica e sulla resistenza meccanica dei materiali sottoposti a stress o sollecitazioni meccaniche e/o termiche; l'ingegneria meccanica e l'ingegneria motoristica sfruttano le conoscenze offerte dalla termodinamica per la progettazione e la realizzazione delle macchine termiche; l'ingegneria energetica sfrutta le conoscenze fisiche per la realizzazione di sistemi di produzione e distribuzione dell'energia (energia nucleare, energie rinnovabili, energia da combustibili fossili); l'ingegneria dell'informazione sfrutta i segnali e le onde elettromagnetiche emesse dalle sorgenti per il trasporto dell'informazione a distanza.

### Economia
L'approccio metodologico utilizzato nel campo della fisica è applicato dall'inizio degli anni novanta anche a problematiche di tipo economico nell'ambito della disciplina denominata econofisica come tentativo di superamento dell'approccio classico economico di tipo semi-quantitativo.
Ad esempio vengono studiate le fluttuazioni dei mercati finanziari e i crash del mercato azionario a partire da modelli normalmente utilizzati per studiare fenomeni di tipo fisico quali: modelli di percolazione, modelli derivati dalla geometria frattale, modelli di arresto cardiaco, criticalità auto-organizzata e previsione dei terremoti, tipicamente modelli per sistemi complessi e caotici ovvero non-lineari.

### Filosofia
Prima dell'avvento del metodo scientifico, l'interpretazione dei fenomeni naturali era riservata alla filosofia, per cui per lungo tempo la fisica fu denominata "filosofia naturale". Tra i primi tentativi di descrivere la materia in ambito filosofico, si ricorda Talete.
Successivamente Democrito tentò di descrivere la materia attraverso i concetti di vuoto e atomo. Ad oggi la fisica mantiene stretti rapporti con la filosofia attraverso branche come l'epistemologia e la filosofia della scienza.

## Contributi e sviluppi conoscitivi
Come in ogni altra disciplina scientifica i contributi scientifici alla nascita ed allo sviluppo di teorie fisiche avvengono attraverso pubblicazioni scientifiche su riviste scientifiche soggette ai ben noti e rigorosi processi di revisione paritaria.